# Departamento Las Heras (Zona Militar de Comodoro Rivadavia)
Las Heras (también denominado Colonia Las Heras) fue un departamento de la Zona Militar de Comodoro Rivadavia, Argentina, existente entre 1944 y 1955.
El departamento tenía una superficie de aproximadamente 9045 kilómetros cuadrados y su nombre se debía al general Juan Gregorio de Las Heras. Su cabecera era Colonia Las Heras. Limitaba al norte con el departamento Sarmiento, al oeste con el departamento Lago Buenos Aires, al sur con el Territorio Nacional de Santa Cruz y al este con los departamentos Comodoro Rivadavia y Pico Truncado.
En el censo de 1947 tenía una población de 1809 habitantes, todos ellos registrados como población rural, de los cuales eran 995 hombres y 814 mujeres.
Desde 1955 forma parte del departamento Deseado de la provincia de Santa Cruz.

## Parajes
- Colonia Las Heras
- Piedra Clavada
- Los Monos
- Los Perales